# Тараса Шевченко (станция метро)
«Тара́са Шевче́нко» (укр. Тара́са Шевче́нка,  (слушать)о файле) — 19-я станция Киевского метрополитена. Расположена в Подольском районе и на Оболонско-Теремковской линии, между станциями «Контрактовая площадь» и «Почайна». Открыта 19 декабря 1980 года. Названа в честь Т. Г. Шевченко. Пассажиропоток — 16,5 тыс. чел./сутки.

## Конструкция
Станция мелкого заложения. Имеет подземный зал с островной посадочной платформой. Своды зала опираются на два ряда колонн. Единственный (южный) вестибюль станции соединяется с подземным переходом около перекрестка Межигорской и Еленовской улиц. Наземный вестибюль отсутствует.
Планируется, что в будущем станция станет частью пересадочного узла со станцией «Подольская» Подольско-Вигуровской линии.

## Оформление
Станция «Тараса Шевченко» является уникальным примером поиска способа преобразования утилитарной типовой станции в целостный монументальный архитектурный комплекс. Стиль центрального зала станции перекликается с классикой 1950-х гг. с использованием национальных мотивов.
Для подчеркивания объёма было использовано несколько приемов. Основная часть путевых стен облицована красно-коричневым мрамором, их верхняя часть — барельефной белой керамикой с орнаментом, составленным из веток калины. В центре стен керамика образует две визуальные вертикали, которые ограничивают тематические композиции, связанные с жизнью и деятельностью известного украинского поэта и художника.
Другим приемом является увеличение расстояния между колоннами — шесть метров вместо стандартных для этой конструкции четырёх. В срезе колонны имеют сложную ступенчатую форму и расширены в створе с балкой. Поверхность колонн и несущих балок облицованная серым мрамором «Газган».
В торце центрального зала — гипсовый барельеф Тараса Шевченко; этот большой белый прямоугольник специально подсвечен, и он контрастирует с темной отделкой стен, завершая центральную ось станции. За этим барельефом находятся технологические помещения, входы в которые закрыты высокими металлическими решетками чёрного цвета.
Отдельно надо остановиться на освещении. На центральной оси зала расположены большие люстры с плафонами из рельефного стекла. На колоннах — стеклянные бра со стороны посадочных платформ. Торцевое панно подсвечивается софитами по 4 лампы в каждом.

## Изображения
- Барельеф в торце центрального зала
- Название станции на путевой стене
- Дверца кабель-каналов на путевой стене
- Люстра в центральном зале

## Режим работы
Открытие — 5:40, закрытие — 0:11
Отправление первого поезда в направлении:

ст. «Героев Днепра» — 5:54

ст. «Выставочный центр» — 5:42
Отправление последнего поезда в направлении:

ст. «Героев Днепра» — 0:24

ст. «Выставочный центр» — 0:14